# San Agustín Huixaxtla
San Agustín Huixaxtla är en ort i Mexiko.   Den ligger i kommunen Atlixco och delstaten Puebla, i den sydöstra delen av landet, 100 km sydost om huvudstaden Mexico City. San Agustín Huixaxtla ligger 1 881 meter över havet och antalet invånare är 1 064.
Terrängen runt San Agustín Huixaxtla är kuperad åt nordost, men åt sydväst är den platt. Runt San Agustín Huixaxtla är det ganska tätbefolkat, med 222 invånare per kvadratkilometer. Närmaste större samhälle är Atlixco, 4,3 km väster om San Agustín Huixaxtla. Omgivningarna runt San Agustín Huixaxtla är en mosaik av jordbruksmark och naturlig växtlighet.